# Sábado chiquito
Sábado Chiquito de Corporán fue un exitoso programa infantil de República Dominicana creado por el productor de radio y televisión, locutor, presentador y empresario Rafael Corporán de los Santos a finales de la década de los ochenta.

## Historia

### Inicios
Inició como una propuesta televisiva  el 3 de julio de 1988, siendo un segmento infantil de Sábado de Corporán con una duración de una hora, siendo conducido por un personaje llamado "Corporancito", quien era una versión infantil de Rafael Corporán, y el "Monito Quique" junto a otros personajes. Después en 1990 salió al aire como programa separado, con una duración de cuatro horas los sábados por la mañana antes de Sábado de Corporán. Aquí se integraron más personajes como el burro Juaniquito, la gata Mía y Don Eladito el heladero.

### Años 90
En 1990 tras extenderse el horario de duración, la conducción fue llevada a cabo por dos jóvenes, los hermanos Manuel y Hermes Meccariello, más tarde pasó a ser conducido por Isabel Aracena (Isha). En ese entonces, se crea para la animación del programa un grupo de chicas llamadas "Las Corporecitas", ellas eran: Indhira Montás, Madeline Pérez, Yunarys, Raquel, Yahaira, Dayamaris y Rina, ellas se encargaban de animar a los niños y de la entrega de premios después de los concursos con preparación en el canto, baile y modelaje.
Al retirarse Isha del programa, en 1994, Las Corporecitas se hicieron cargo de la conducción del programa, decisión tomada por Rafael Corporán de los Santos. Las principales conductoras eran Indhira y Yahaira junto a las demás.
Los años fueron pasando y las Corporecitas ya no tenían edad para estar en el programa, Yahaira se había retirado para el programa de Isha y la conducción quedó a manos de Madeline e Indhira. También quedaban Raquel y Yunaris que más tarde se retiran del programa y entraron unas nuevas integrantes llamadas "Las Animadoras" y ellas eran: Oscarina, Lynda Rodríguez, Esmeralda, Leticia Rojas, Minerva Espinal, Estephanie, Mandy Melendez y Yinelsa. También Judith Ricardo y Pamela Simó, de 5 y 7 años, que conducían el programa.
Con los años el equipo de producción fue cambiando, ya para 1995-1996, las conductoras eran Indhira Montás, Madeline Pérez y dos nuevas  integrante, Farah Alfonseca y Marli Romero. Ellas, junto a Judith, Pamela y las Animadoras, se encargaron de divertir y enseñar a los niños dominicanos y del mundo.
Los eventos, actividades y conciertos que realizaron las ￼Corporecitas fueron éxitos masivos, tanto en el territorio nacional como en toda Latinoamérica.  
Marli Romero decidió dejar de ser coorporecita para introducirse al ámbito de producción de televisión y eventos.   
Para el 1997, Indhira se queda sola en la conducción del programa junto a Judith y Pamela. El grupo se llamaba Indhira y las Corporecitas, quienes también eran Las Animadoras. Más tarde ingresa Vanessa Quiroz y en el 1999 ingresa Leda Matos. Junto a las Corporecitas, estuvieron otros personajes como "Los Megumis" estaba formado por 7 niños, "Las Firiufifis", 6 niñas de 10 años y "Las Tombolinas", 5 niñas de 4 años. En el año 1999, ingresa para acompañar a Indhira, Sharina.
A finales del año 1999, Indhira termina su etapa en el programa y se retira, al igual que Sharina, y la conducción queda a cargo de Judith y Pamela. Tiempo después, Judith y Pamela también se retiran y desaparecieron los Megumis, las Firiufifis y las Tombolinas.

### Años 2000
En el año 2000 el programa inicia una nueva etapa y se crea un nuevo grupo llamado "Los Sachis", era un grupo mixto formado por 4 jóvenes que se encargaron de la conducción y animación del programa, ellos eran Luz Sachi, Tierra Sachi, Agua Sachi y Bri Sachi, y el concepto que presentaba el programa era de una temática futurista, acorde a la nueva generación del milenio. Las Corporecitas eran Merielen Reynoso, Minerva Espinal, Leticia Rojas, Wanda Frías y Alexa. También surge un nuevo grupo llamado "Las Sachirinas".
La Sachimanía solo permaneció algunos meses y se sustituyó por un nuevo elenco llamado 'Los Katuka', conducido por Isaura Taveras quien apenas iniciaba su carrera en los medios de comunicación, este elenco estaba conformado por Las Corporecitas y un grupo juvenil masculino de concepto boyband que se llamaban Los Chiquitos Boys Katuka. Para el año 2003 se empieza una nueva temporada de Sábado Chiquito con otro elenco conducido por Zeny Leyva, una joven cubana residente en la República Dominicana, el nuevo elenco era llamado Zeny y Las Sachirinas (sustituyendo a Las Corporecitas), con un formato similar al de la temporada de Isha pero acorde al nuevo milenio.
En el 2005 ingresan a la conducción Scarlet Mejía y Mabel Martínez, luego ingresa Paloma Rodríguez. Zeny Leyva y Mabel cumplieron su etapa en el programa, y la conducción pasa a manos de Scarlet, Paloma, Julio Morales y Midelka Cabrera y vuelven a reingresar Las Corporecitas con Suleidy, Stephanie, Melissa y Michelle. En 2007 ingresa Hugo Oscar Chávez (Huguito). A medida que pasaba el tiempo, Las Corporecitas cumplían la mayoría de edad al igual que los conductores y eran sustituidos por un nuevo elenco, a finales de los años 2000 y comienzo de la década del 2010 el programa comenzó a tener bajos índices de sintonía.

## Finalización
En el año 2011, Sábado Chiquito de Corporán cumplió 25 años en el aire y se aprovechó el momento para realizar una celebración por su aniversario y para anunciar su salida del aire. Sábado Chiquito se transmitió por última vez el Sábado 25 de junio en Color Visión y la producción del aniversario fue llevada a cabo por Nereyda Bravo, este acontecimiento pasó totalmente desapercibido.
Con la desaparición de Sábado chiquito, se inicia el desmantelamiento del imperio de Rafael Corporán de los Santos en Color Visión y en la televisión, además de la salida del aire del programa infantil, el emblemático Sábado de Corporán sufrió un recorte de su tiempo de transmisión que luego finalizó.

## Legado
Sábado Chiquito fue el programa infantil de más larga duración en la televisión dominicana, de donde surgieron figuras como Isabel Aracena (Isha), y donde productores como Chiqui Hadad, Edilenia Tactuk, Ángel Puello, desarrollaron una labor que mantuvo el espacio en lugares cimeros de popularidad, audiencia y facturación. 

## Premios
Durante la década de los 90 y parte de los años 2000, Sábado Chiquito ganó en varias ocasiones los Premios Casandra (hoy Soberano) en el renglón de Programa Infantil del Año.
Logró ser ganador de un Premio Especial de la UNICEF en la gala de los premios Emmy en la Ciudad de Nueva York, por el guion y la producción especial de televisión  ‘10 horas en sintonía con los niños’ celebrando el Día Mundial de la Radio y la Televisión en favor de los niños de la Unicef, en donde la producción fue llevada a cargo por Edilenia Tactuk.